# Publio Manilio
Publio Manilio  (in lingua latina: Publius Manilius) (fl. II secolo a.C.) è stato un politico romano.

## Biografia
Fu eletto console nel 120 a.C. con Gaio Papirio Carbone. Il suo nome è noto solo dai Fasti consulares; non sono noti fatti particolari legati al suo consolato.